# Colorado (staat)
Colorado is een van de vijftig staten van de Verenigde Staten. Het telde 5.773.714 inwoners in 2020, de helft daarvan gevestigd in het grootstedelijk gebied van Denver, de hoofdstad en grootste stad, gelegen net ten oosten van de Rocky Mountains. De staat Colorado is genoemd naar de rivier Colorado (die daar ontspringt), Spaans voor 'gekleurd'. De standaardafkorting voor de staat is CO. De bijnaam van Colorado is The Centennial State.

## Geschiedenis
De regio waartoe het huidige Colorado behoort, wordt al meer dan 13.000 jaar bewoond door indianen. Bij opgravingen in Larimer County zijn voorwerpen gevonden, die dateren uit de periode van 11.200 v.Chr. tot 3000 v.Chr. De Anasazi woonden in het gebied van de dalen en mesas van het Coloradoplateau. De Ute bevolkten de bergdalen van de zuidelijke en westelijke Rocky Mountains. De Arapaho en de Cheyenne trokken westwaarts om te jagen op de High Plains.
De Verenigde Staten verwierven een territoriale claim op de oostelijke flank van de Rocky Mountains door de Louisiana Purchase van Frankrijk in 1803. Dit leidde tot een conflict met Spanjes claim dat een grote regio rond de kolonie van Santa Fe de Nuevo México een soevereine handelszone was. Zebulon Pike leidde een verkenningsexpeditie van het Amerikaanse leger naar het betwiste gebied in 1806. Pike en zijn mannen werden in februari van het jaar daarop in de San Luis Valley gearresteerd door de Spaanse cavalerie. Ze werden eerst naar Chihuahua gebracht en daarna in juli Mexico uitgezet.
De Verenigde Staten zagen af van hun aanspraak op al het land ten zuiden en westen van de rivier de Arkansas bij de aankoop van Florida van Spanje met het Adams-Onísverdrag van 1819. Mexico werd uiteindelijk in 1821 onafhankelijk, maar stond zijn noordelijke territoria af aan de Verenigde Staten na de Mexicaans-Amerikaanse Oorlog met de Vrede van Guadalupe Hidalgo in 1848. In 1849 stichtten de mormonen van Deseret de buitenwettelijke Voorlopige Staat Deseret, waarbij ze het gehele uitstroomgebied van de Green River en de Colorado claimden. De federale overheid weigerde deze staat te erkennen, waarna de mormonen meer dan 20 jaar lang afzagen van kolonisatie van het gebied ten oosten van de Green River. De Verenigde Staten verdeelden het gebied van het toekomstige Colorado onder het territorium New Mexico en het territorium Utah, beide ontstaan in 1850, en territoria Kansas en het Nebraska, beide ontstaan in 1854.
De meeste Amerikaanse kolonisten die naar het westen trokken, naar Oregon, Deseret of Californië, vermeden de onherbergzame Rocky Mountains. In plaats daarvan volgden ze de North Platte en de Sweetwater door wat nu Wyoming is. Op 9 april 1851 stichtten Spaanse kolonisten uit Taos, New Mexico het dorp San Luis, toen nog in het territorium New Mexico, maar wat later de eerste permanente Europese nederzetting van Colorado zou worden. In juli 1858 werd goud gevonden langs de South Platte River, wat leidde tot de Pike's Peak Gold Rush. De hoeveelheid goud die in deze regio langs de rivieren en stromen werd gevonden nam snel af, maar mijnwerkers ontdekten in de nabijgelegen bergen goud, zilver en andere mineralen, die veel waardevoller waren. Dit leidde tot een grote bevolkingstoename. Veel van de nederzettingen die toen werden gebouwd, veranderden in spookstadjes toen het goud opraakte of de markt instortte, maar sommige overleefden als gok- of skioord. Een voorbeeld van het laatste is het chique Aspen.
De Voorlopige Regering van het territorium Jefferson werd op 24 augustus 1859 opgericht, maar het nieuwe territorium kreeg geen federale steun. De verkiezing van Abraham Lincoln tot president van de Verenigde Staten op 6 november 1860, leidde tot de secessie van de zes slavenstaten en de dreiging van een burgeroorlog. Om de politieke macht van de vrije staten te verhogen, werd het oostelijke gedeelte van het territorium Kansas door het door de Republikeinen geleide Amerikaans Congres versneld toegelaten tot de Unie als de vrije staat Kansas op 29 januari 1861. Hierdoor bleef het westelijke deel van het territorium, inclusief de goudvelden, ongeorganiseerd.
Dertig dagen later, op 28 februari 1861, tekende de vertrekkende president James Buchanan een besluit van het Congres dat het vrije territorium Colorado oprichtte. De oorspronkelijke grenzen van Colorado zijn tot op de dag van vandaag ongewijzigd gebleven. De naam Colorado werd gekozen, omdat het algemeen werd aangenomen dat de rivier de Colorado in dit gebied ontsprong. Vroege Spaanse ontdekkingsreizigers noemden de rivier de Río Colorado, vanwege het roodbruine slib dat de rivier uit de bergen meevoerde.
In 1864 had een gewapend conflict tussen de indianen en de Verenigde Staten, de Colorado-oorlog, tot gevolg dat alle indianen uit Colorado werden gedeporteerd naar Oklahoma.

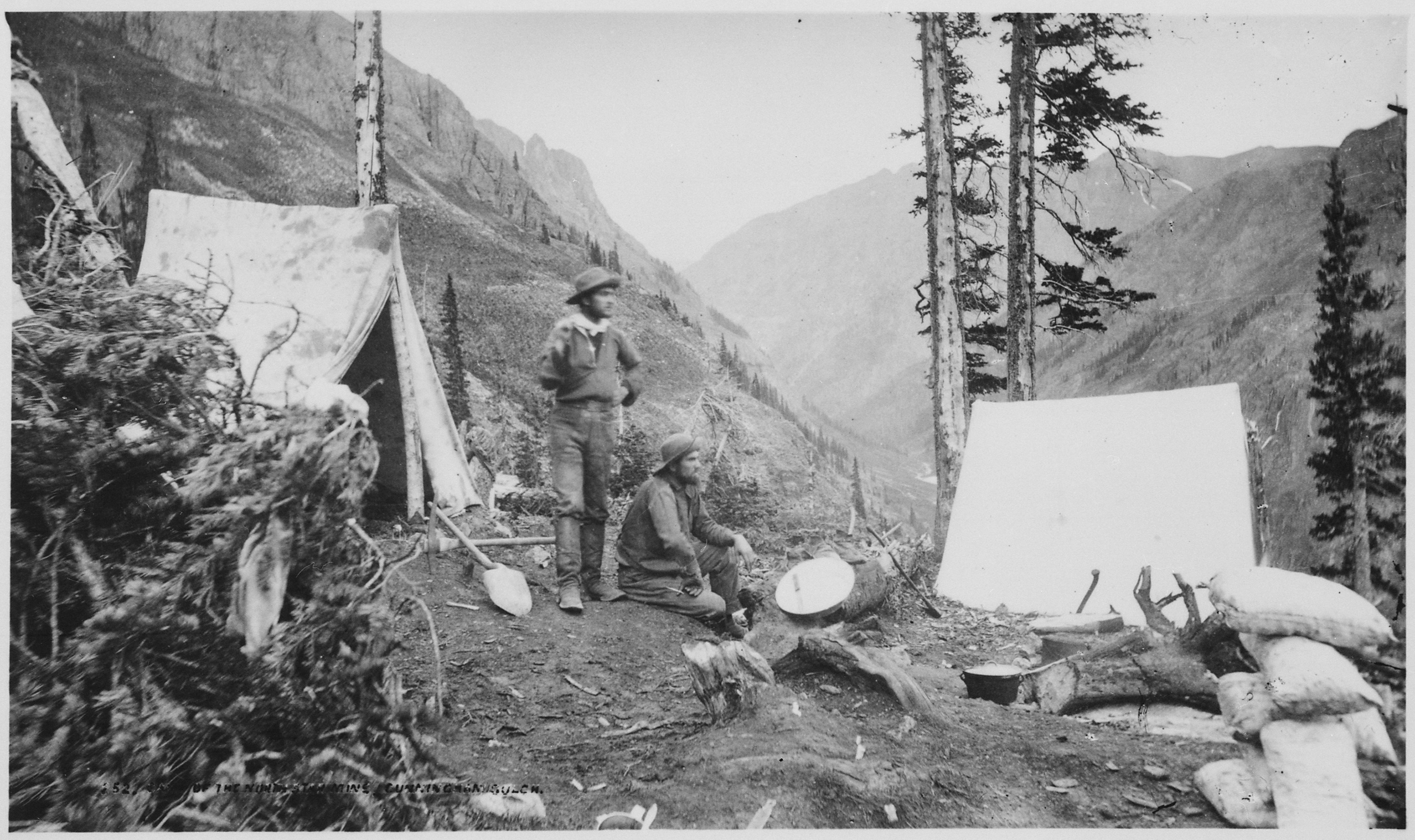
Mijnwerkers in San Juan County (1875)

Het Amerikaanse Congres nam op 3 maart 1875 een machtigingswet aan met daarin de voorwaarden voor het territorium Colorado om een staat te worden. Op 1 augustus 1876, 28 dagen na de honderdste verjaardag van de Verenigde Staten, ondertekende president Ulysses S. Grant een proclamatie voor de toelating van de staat Colorado tot de Unie als 38e staat. Colorado kreeg hierdoor de bijnaam "Centennial State". De ontdekking van een grote zilverertslaag in de buurt van Leadville in 1878, leidde tot de Colorado Silver Boom. De Sherman Silver Purchase Act van 1890 versterkte de zilvermijnbouw, maar de intrekking van het besluit in 1893 leidde tot de instorting van de mijnbouw en agrarische economie van de staat.
Op 7 november 1893 kregen vrouwen in Colorado stemrecht. Hierdoor werd Colorado de eerste Amerikaanse staat waar het algemeen stemrecht ingevoerd werd. Bij de volkstelling van 1930 telde Colorado meer dan een miljoen inwoners. De staat leed in de jaren dertig onder de Grote Depressie en de Dust Bowl, maar een grote immigratiegolf na de Tweede Wereldoorlog stimuleerde de economie. Belangrijke steunpilaren van de economie werden het toerisme en de hightechindustrie. Bij de volkstelling van 2000 had Colorado meer dan 4,3 miljoen inwoners.
Drie oorlogsschepen van de Amerikaanse marine zijn de USS Colorado genoemd. De eerste USS Colorado werd genoemd naar de rivier, de andere twee naar de staat.

## Geografie

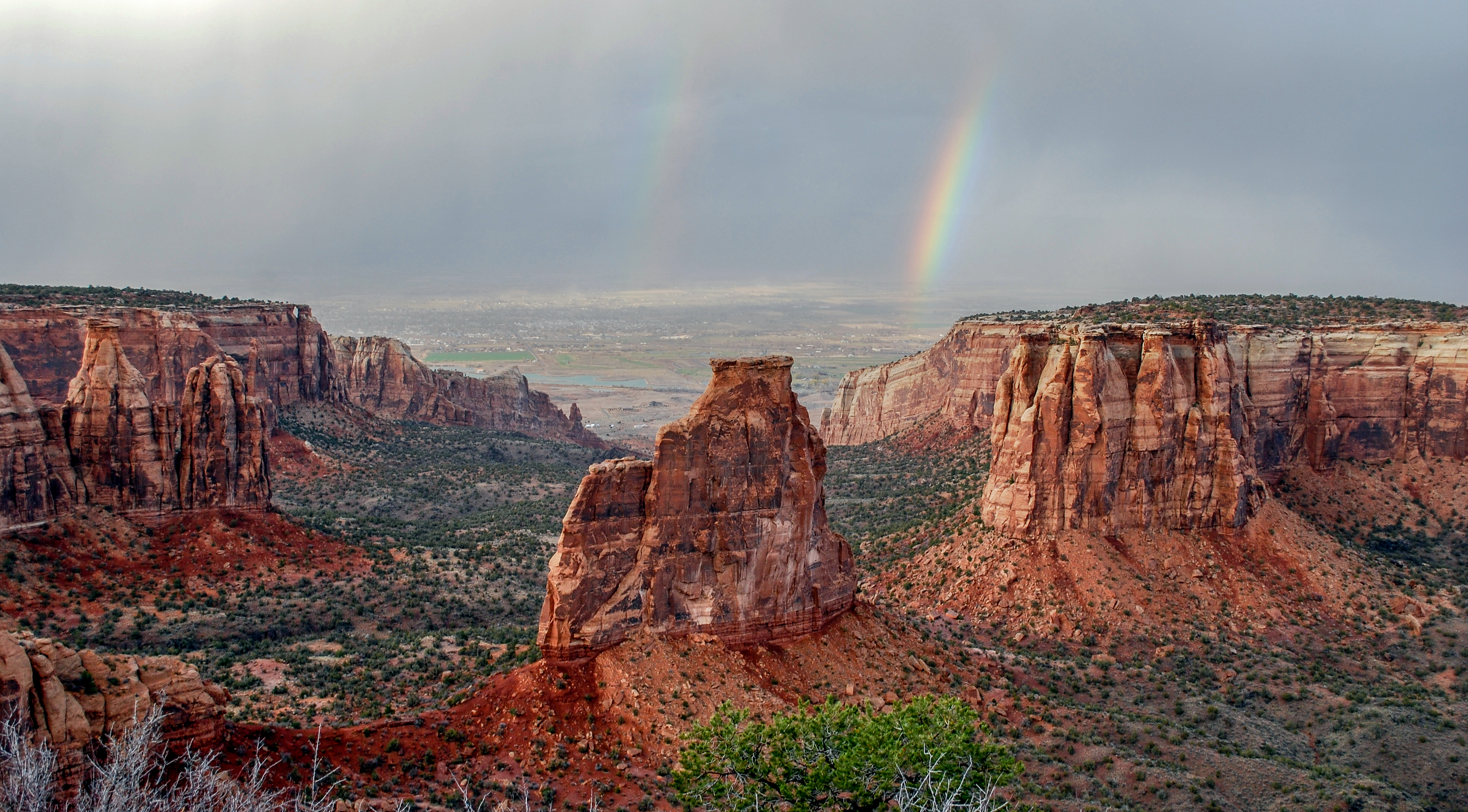
Independence Monument in Mesa County

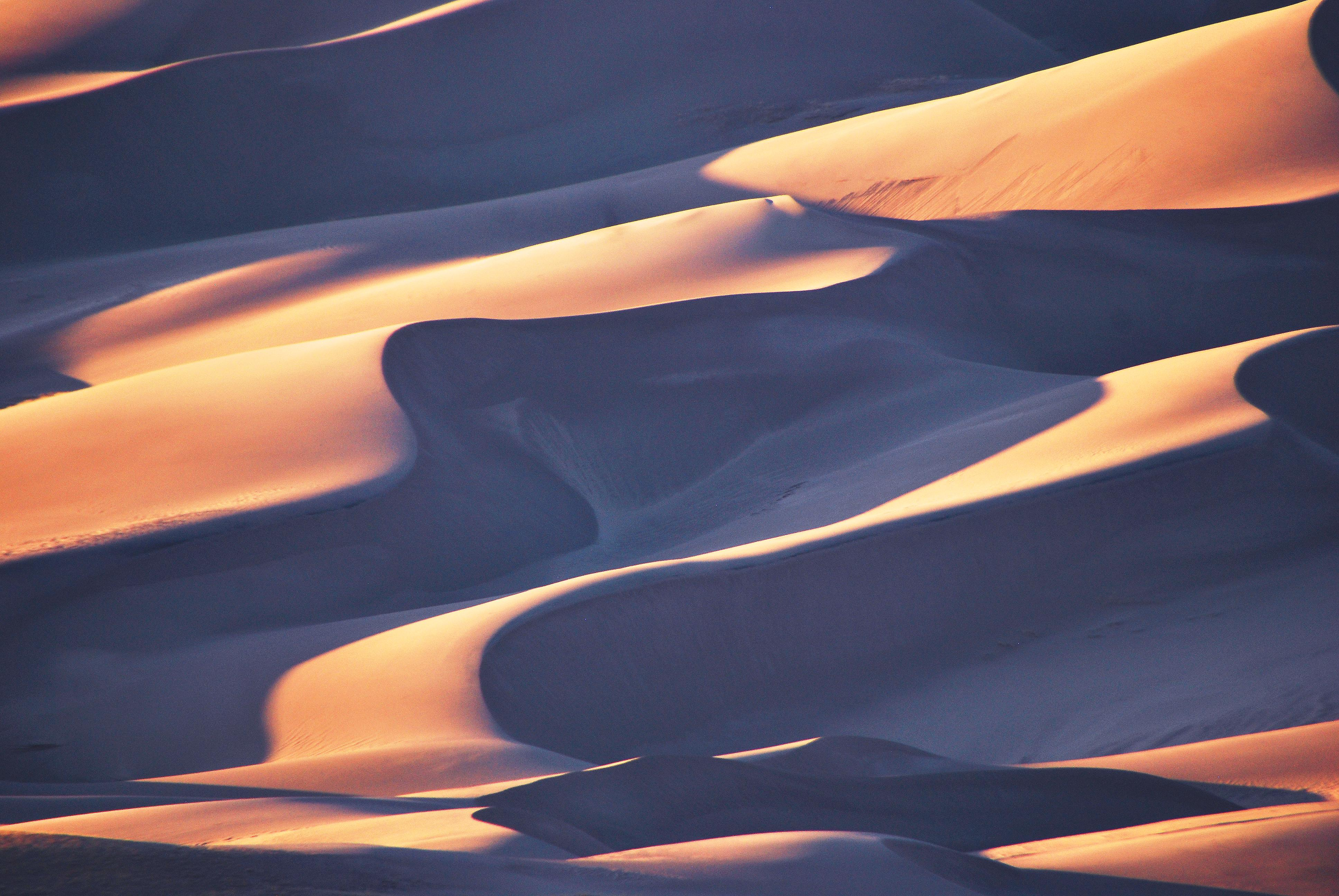
Great Sand Dunes National Park and Preserve

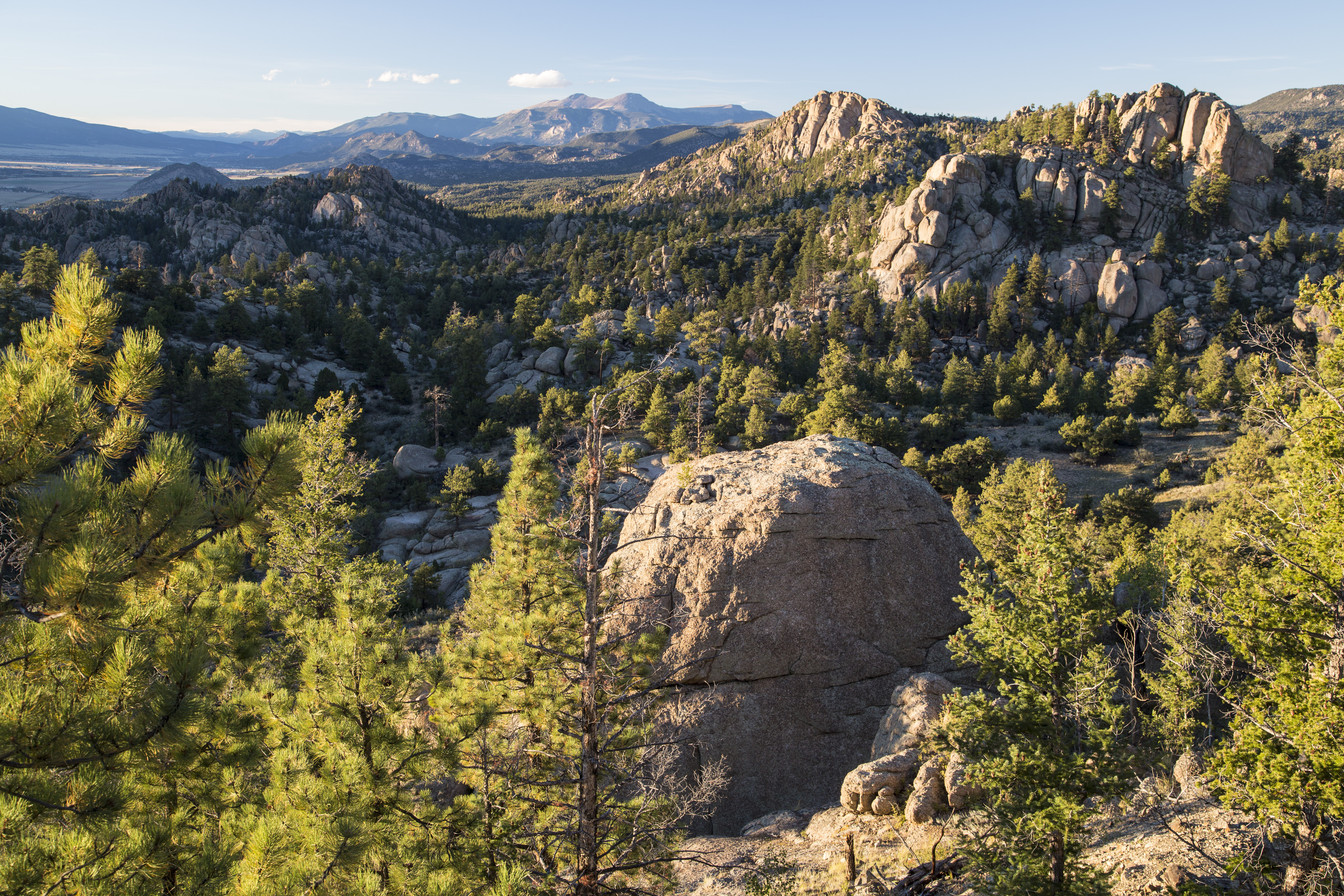
Browns Canyon National Monument in Chaffee County

De grenzen van de staat Colorado worden gevormd door een rechthoek die ligt tussen 37° NB en 41° NB en tussen 102°3' WL en 109°3' WL. Door de kromming van de aarde is de zuidgrens anderhalve kilometer langer dan de noordgrens. Colorado, Wyoming en Utah zijn de enige Amerikaanse staten die geen natuurlijke grenzen kennen maar begrensd worden door meridianen en parallelcirkels. Toen de landmeters van de overheid de grenspunten van het territorium Colorado vaststelden, leidden minieme meetfouten tot afwijkingen in de grenzen, die het duidelijkst zichtbaar zijn langs de grens met Utah. De door de landmeters geplaatste grensmarkeringen vormden, nadat alle partijen ermee akkoord waren gegaan, de wettelijke grenzen van het territorium Colorado. Colorado heeft een oppervlakte van 269.837 km².
De top van Mount Elbert in Lake County is met 4.401 meter de hoogste berg van Colorado en tevens de hoogste top van de Rocky Mountains. Er zijn in Colorado meer dan 100 bergen die hoger zijn dan 4.000 meter. Colorado is de enige staat in Amerika die helemaal boven de 1.000 meter ligt. Het laagste punt van Colorado is, met 1.010 meter, de plaats waar de Arikaree River Yuma County verlaat en Cheyenne County in Kansas binnenstroomt.
Bijna de helft van de staat, met name het oostelijk deel, is vlak, in het westen staan er de Rocky Mountains. Oostelijk van de zuidelijke Rocky Mountains liggen de Colorado Eastern Plains, een deel van de Great Plains binnen Colorado op een hoogte variërend van ruwweg 1.020 tot 1.980 meter. Ten oosten van Colorado liggen de staten Kansas en Nebraska. Deze regio is dunbevolkt met de hoogste concentratie inwoners langs de rivieren; de South Platte en de Arkansas. De jaarlijkse neerslag is hier met gemiddeld 300 tot 460 mm per jaar laag. Bij de meeste landbouw wordt niet geïrrigeerd en er is veeteelt. Wintertarwe wordt het meest verbouwd en de meeste nederzettingen in de regio hebben een watertoren en een graansilo. Het merendeel van de bevolking van Colorado woont langs de oostelijke rand van de Rocky Mountains, in de Front Range Urban Corridor. Deze regio wordt deels beschermd tegen de overheersende buien door de ten westen hiervan gelegen bergen.

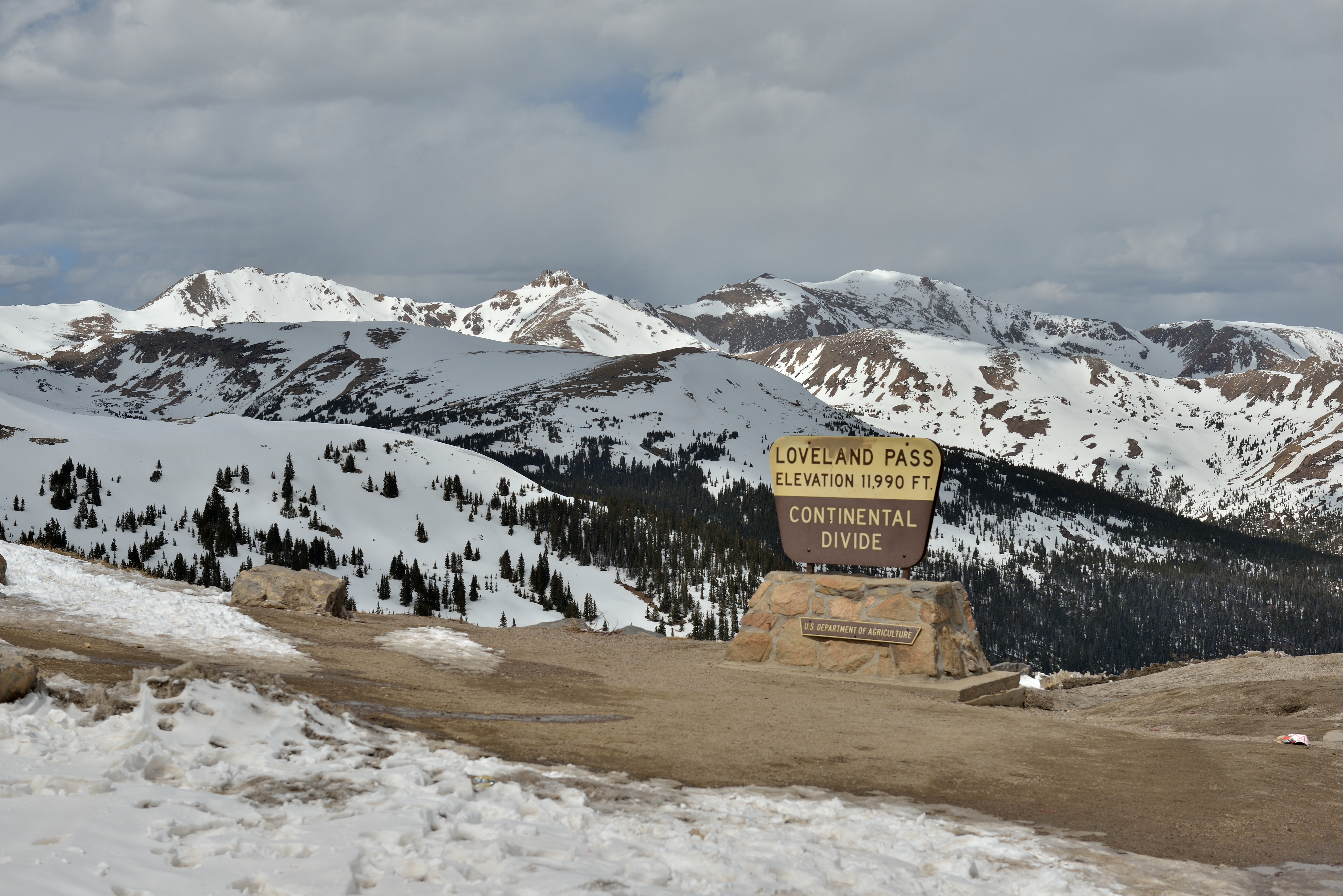
De Continental Divide daalt naar 3.654 m bij de Loveland Pass

De Continental Divide, de waterscheiding tussen de Atlantische en de Grote Oceaan, loopt over de toppen van de Rocky Mountains. Ten westen hiervan stroomt het water naar de Golf van Californië, onder andere door de Colorado. In Colorado begint een aantal rivieren.
In het gebied van de Rocky Mountains liggen vele grote parken en hoge brede bekkens. In het noorden, ten oosten van de Continental Divide, ligt het North Park. Het water daar komt uit in de North Platte River, die naar het noorden stroomt. Daar ten zuiden van, maar nog ten westen van de Continental Divide ligt het Middle Park, daar komt het water uit in de Colorado. Het South Park is het gebied, waar de South Platte River begint. In het zuiden ligt de San Luis Valley, waar de Rio Grande begint, die naar de Golf van Mexico stroomt. Grand Junction is de grootste stad ten westen van de waterscheiding.
De Rocky Mountains hebben in Colorado meer dan 53 toppen boven de 14.000 voet (4.267 meter). Deze toppen staan bekend als de fourteeners. De bergen zijn er van 3.700 m in het zuiden tot 3.200 m in het noorden van Colorado. Ze zijn begroeid met coniferen en populieren; boven de boomgrens groeit alleen nog alpiene vegetatie. De toppen van de Rocky Mountains zijn in Colorado niet continu met sneeuw bedekt; de meeste sneeuw is, met uitzondering van enkele gletsjers, aan het einde van de zomer gesmolten. De Colorado Mineral Belt, die loopt van de San Juan Mountains in het zuidwesten tot aan Boulder en Central City, bevat de meeste historische goud- en zilvermijndistricten van Colorado.
In het westen liggen de oostelijke uitlopers van de Rocky Mountains met als belangrijkste toppen de Longs Peak, Mount Evans, Pikes Peak en de Spanish Peaks bij Walsenburg in het zuiden. In het gebied stroomt het water naar het oosten. Het is er is bebost en deels verstedelijkt. Hinsdale County, met Lake City (ca. 300 inwoners) als hoofdstad, wordt gezien als de meest afgelegen county van de 48 Aaneengesloten Staten.
Opvallend zijn de ruige San Juan Mountains in het zuiden en ten westen hiervan het Coloradoplateau, een hooggelegen woestijnachtig gebied op de grens met Utah. Ten zuidoosten van Grand Junction ligt de Grand Mesa, 's werelds grootste tafelberg. Verder naar het oosten liggen de skigebieden van Aspen, Vail, Crested Butte en Steamboat Springs. De noordwesthoek van Colorado op de grens met Utah en Wyoming bestaat voornamelijk uit een dunbevolkt prairielandschap.
Colorado heeft samen met Arizona, New Mexico en Utah een gezamenlijk grenspunt bij Four Corners.

### Nationale parken

Longs Peaks in de Rocky Mountains

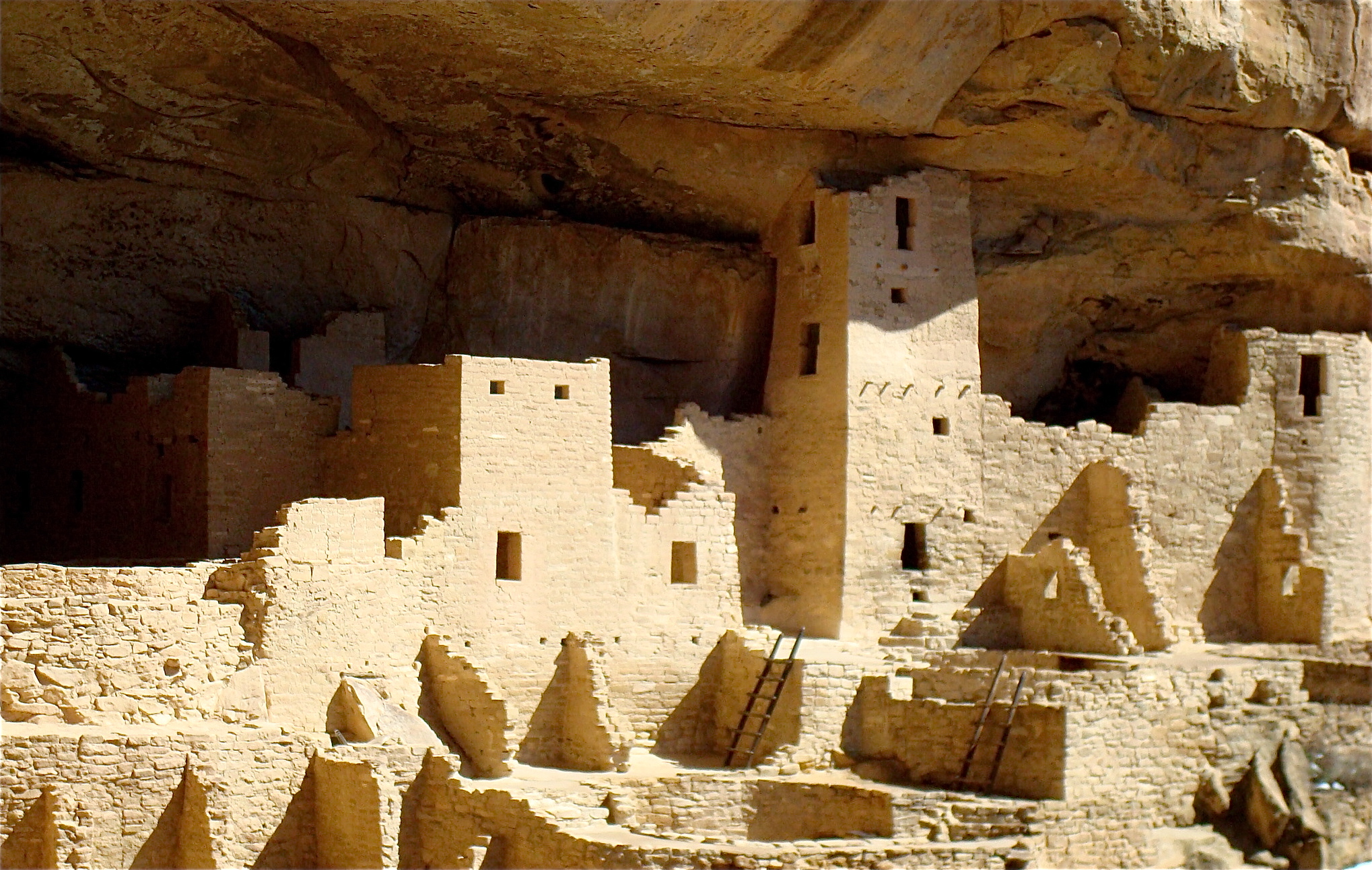
Mesa Verde

In Colorado ligt een aantal parken die door de National Park Service (NPS) worden beheerd.
- Black Canyon of the Gunnison National Park
- Great Sand Dunes National Park and Preserve
- Mesa Verde National Park
- Rocky Mountain National Park

Bovendien zijn er andere natuurgebieden, zoals historische monumenten, die een beschermde status hebben.

### Klimaat
Colorado is een droge staat. De zon schijnt zo'n 300 dagen per jaar en de meeste neerslag valt als sneeuw. Regen valt er veel minder. Onweersbuien, soms met hagel, komen er plotseling. Het redelijk vlakke oostelijke deel is het droogst, daar staan geen bomen. De sneeuw in de bergen valt 's winters vooral als droge losse poedersneeuw. Daardoor is het een uitstekend skigebied. In de Front Range zijn er meer en meer problemen met de watervoorziening.

## Demografie en economie
Colorado telde in 2018 5.661.261 inwoners (20,8 per km²) waarvan meer dan 80% blanken. De belangrijkste godsdienst is het christendom, dat door driekwart van de bevolking wordt aangehangen.

### Steden
De hoofdstad en tevens grootste stad van Colorado is Denver, met een inwoneraantal van 619.636. Andere grote steden in 2018 zijn:
- Colorado Springs – 464.890 inwoners
- Aurora – 366.393 inwoners
- Fort Collins – 165.652 inwoners
- Lakewood – 154.126 inwoners

### Economie
Hoewel mijnbouw de belangrijkste economische pijler was in de 19e eeuw, is tegenwoordig dankzij betere irrigatiemethodes de landbouw van groot belang. Bijvoorbeeld in de San Juan vallei leidt dat tot verzilting van de bodem. In het oosten vond extensieve veeteelt plaats.
De overheid is een belangrijke werkgever in Colorado en vele federale installaties bevinden er zich zoals NORAD, de United States Geological Survey, de United States Air Force Academy en de NOAA. Verder is de National Park Service opvallend aanwezig. In de staat wordt tevens relatief veel gedaan aan wetenschappelijk onderzoek en ontwikkeling en is ook het toerisme een belangrijke inkomstenbron.
Het bruto product van de staat bedroeg in 2017 360 miljard dollar.

## Bestuurlijke indeling
Colorado is onderverdeeld in 64 county's.

## Politiek

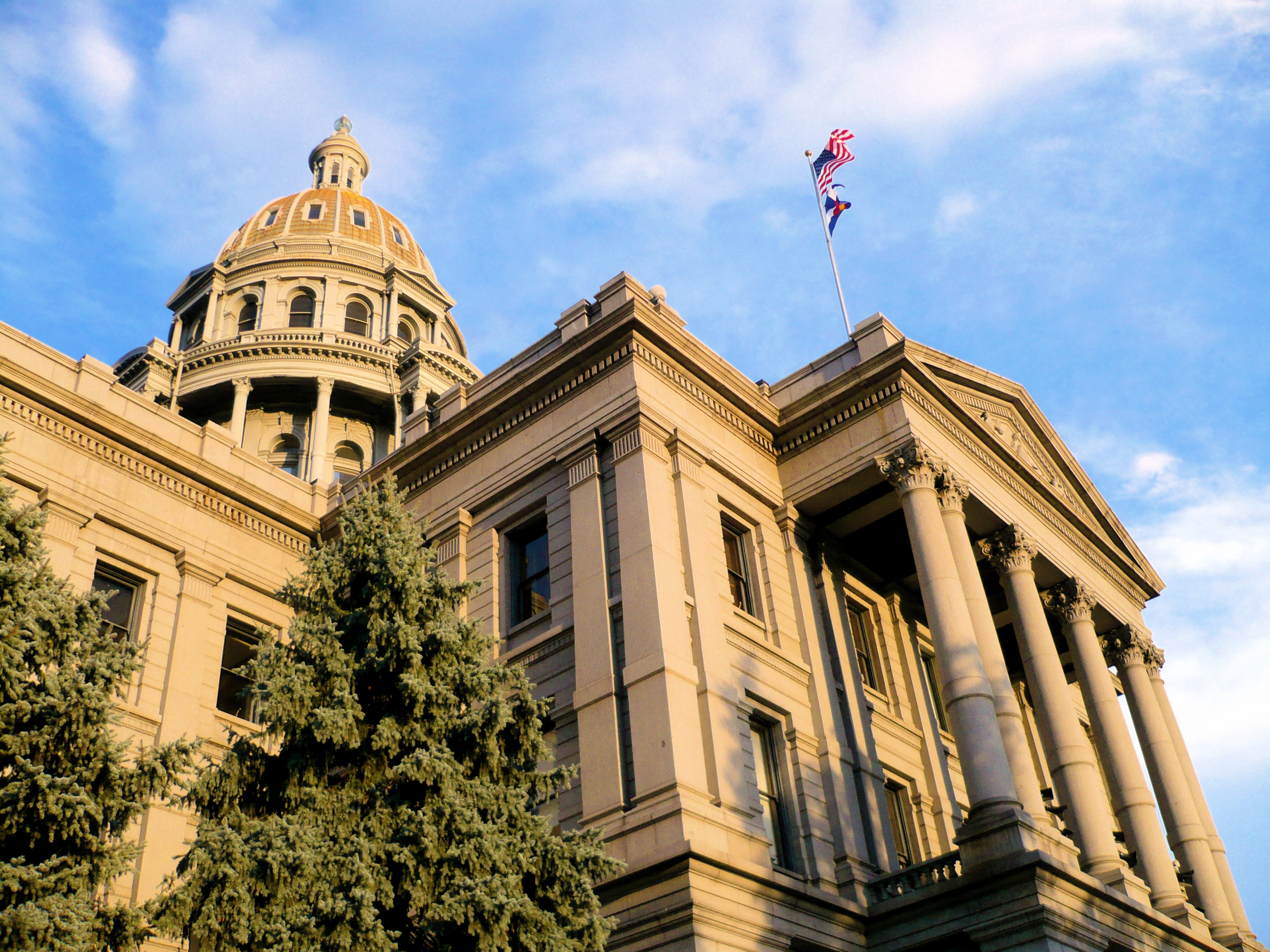
Het State Capitol in Denver, zetel van de wetgevende macht van Colorado

Aan het hoofd van de uitvoerende macht van de staat staat een gouverneur, die direct gekozen wordt door de kiesgerechtigden in de staat. De gouverneursverkiezing van 2018 werd gewonnen door Jared Polis van de Democratische Partij. Hij trad in januari 2019 aan als gouverneur van Colorado. Polis is de eerste openlijk homoseksuele man die in de Verenigde Staten tot gouverneur is verkozen.
De wetgevende macht bestaat uit het Huis van Afgevaardigden van Colorado (Colorado House of Representatives) met 65 leden en de Senaat van Colorado (Colorado Senate) met 35 leden.
Politiek gezien ligt Colorado in het midden van het politieke spectrum. Geen van de twee grote partijen hebben een monopolie op bestuurlijke functies. Bij de presidentsverkiezingen van 1996, 2000 en 2004 koos de staat steeds voor de Republikeinse kandidaat. In 2008, 2012, 2016 en 2020 stond de staat achter de Democratische kandidaat.

## Overige informatie
Het stadje South Park uit de gelijknamige tekenfilmserie ligt in Colorado. De soapserie Dynasty speelde zich af in Denver. De Nederlandse inzending voor het Eurovisiesongfestival 1979 was een ode aan de staat Colorado. Iets ten westen van Denver, in de uitlopers van de Rockies, ligt Golden, bekend van de Adolph Coors brouwerij. Wat naar het noorden ligt Boulder, lange tijd een mekka voor alternatievelingen. Zo'n 30 kilometer buiten Boulder ligt het dorpje Nederland, zo genoemd vanwege een Nederlandse onderneming die hier een mijn uitbaatte. Ten westen van de waterscheiding liggen veel skigebieden, zoals Winter Park, Arapahoe Basin en Copper Mountain. Ook vanuit Europa komen mensen hier skiën. Colorado en Washington waren de eerste staten die, weliswaar onder strikte voorwaarden, recreatief gebruik van cannabis legaliseerden.